# Wish I
Wish I è il terzo singolo di Jem, estratto dal suo album di debutto Finally Woken.
Durante il periodo natalizio 2006, in Italia, Mediaset ha utilizzato il brano come colonna sonora di alcuni spot di auguri per l'imminente festività.

## Tracce
CD1
1. Wish I
2. Easy Way Out

CD2
1. Wish I (Album Version)
2. Wish I (Foreign Dancehall Mix feat. YT)
3. Wish I (Aphrodite Mix)

## Classifiche
| Classifica (2005) | Posizione |
| ----------------- | --------- |
| Regno Unito       | 17        |